# Партия народной справедливости

Логотип Партии народной справедливости

Агитационная палатка Партии народной справедливости на выборах 2013 года

Партия народной справедливости (ПНС) (малайск. Parti Keadilan Rakyat) — центристская оппозиционная партия в Малайзии. Осн. в 1999 году Ван Азизой Ван Исмаил, женой лидера Движения за реформы Анвара Ибрагима, осужденного по обвинению в коррупции. Первоначально партия называлась Национальная партия справедливости. Нынешнее название с 3 августа 2003 года после слияния с Народной партией Малайзии.
Выступает за демократизацию и либерализацию общественно-политической жизни. Имеет около 200 тыс. членов. На волне популярности Анвара Ибрагима завоевала 5 мест в парламенте на выборах 1999 года, однако на следующих выборах 2004 года сумела сохранить только одно.
Триумфальными для партии были выборы 2008 года, когда она завоевала 31 место в парламенте и вместе с партнёрами по коалиции Народный блок сформировала правительства в четырёх штатах. На всеобщих выборах 5 мая 2013 года партия завоевала 30 мест в парламенте.
24-25 мая 2013 года состоялся 9 Национальный конгресс ПНС, на котором присутствовали делегаты из 221 отделения партии. Конгресс подтвердил правильность тактики и стратегии партии на современном этапе и принял решение провести очередной конгресс в августе 2013 г. с целью выборов руководства на очередной трёхлетний срок.
На выборах 2018 коалиция в которую входила ПНС, получила большинство мест в парламенте.